# Pseudovirgaria hyperparasitica
Pseudovirgaria hyperparasitica är en svampart som beskrevs av H.D. Shin, U. Braun, Arzanlou & Crous 2007. Pseudovirgaria hyperparasitica ingår i släktet Pseudovirgaria, ordningen Capnodiales, klassen Dothideomycetes, divisionen sporsäcksvampar och riket svampar.   Inga underarter finns listade i Catalogue of Life.